# Chachapoias

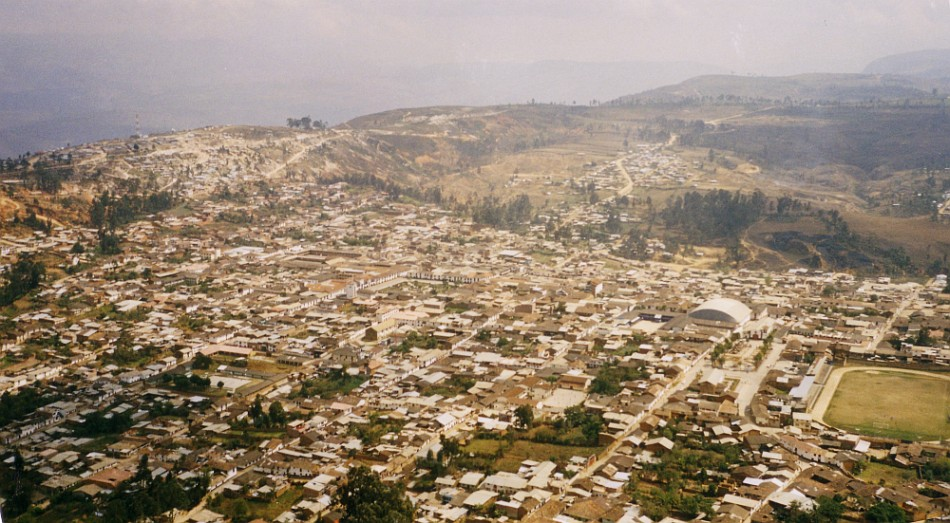
Vista da área da Cidade de Chachapoias

Chachapoias (fundada: San Juan de la Frontera de Chachapoyas, 05 de setembro de 1538 ) é uma cidade no norte do Peru, capital da província de Chachapoias e a departamento de Amazonas, localizada nas encostas orientais da Cordilheira dos Andes, em uma bacia de planalto Utcubamba rio, um afluente do rio Marañón.

## Fundação
Foi fundada pelo Capitão realista Alonso de Alvarado em 05 de setembro de 1538. Era para estabelecer-se como a capital do leste do Peru a partir da margem direita do rio Marañón da fronteira com países de fronteira. É uma das cidades mais antigas do Peru e um dos poucos que ainda mantém sua influência elegante e espanhol. Terra de orquídeas, cana-de-açúcar e de alimentos de briga de galos, café e requintado, é capaz de impressionar todos os que visitam.

## História
Antiga casa da cultura Chachapoia, a cidade foi submetida ao Império Inca no século XV e, mais tarde, após a conquista, foi recém-fundada pelos espanhóis sob o nome de São João da Fronteira de Chachapoias (San Juan de la Frontera de Chachapoyas) por Alonso de Alvarado em 1538, desde então, sua data de praça principal e pequenas ruas de calçada são mantidos até hoje. Era para estabelecer-se como a capital do leste do Peru a partir da margem direita do rio Marañón da fronteira com países de fronteiras. Em 1821 ela foi derrotada na patriotas peruanos os monarquistas, tornando-se uma vez (1832), na capital de um dos primeiros departamentos. É uma sede episcopal. Memorável destaca sua biblioteca. A cidade ainda mantém, em seus edifícios, o caráter colonial da mesma.
Os descendentes da cultura Chachapoias foram divididos em pequenos grupos e levados para várias pessoas. A cidade é conhecida pela história e eventos é uma cidade chamada Jalca. Diz-se que o povo da Jalca era um descendente do monarca que carrega o Sachapuyas Chachapoias nome ou derivado do quéchua (o homem sobre as nuvens). Estes Chachapoias fugiu do abuso que recebeu do departamento de espanhol e foi para a Cajamarca onde atualmente vivem na província de Cutervo, distrito de Querocotillo.

## Atrações Turísticas

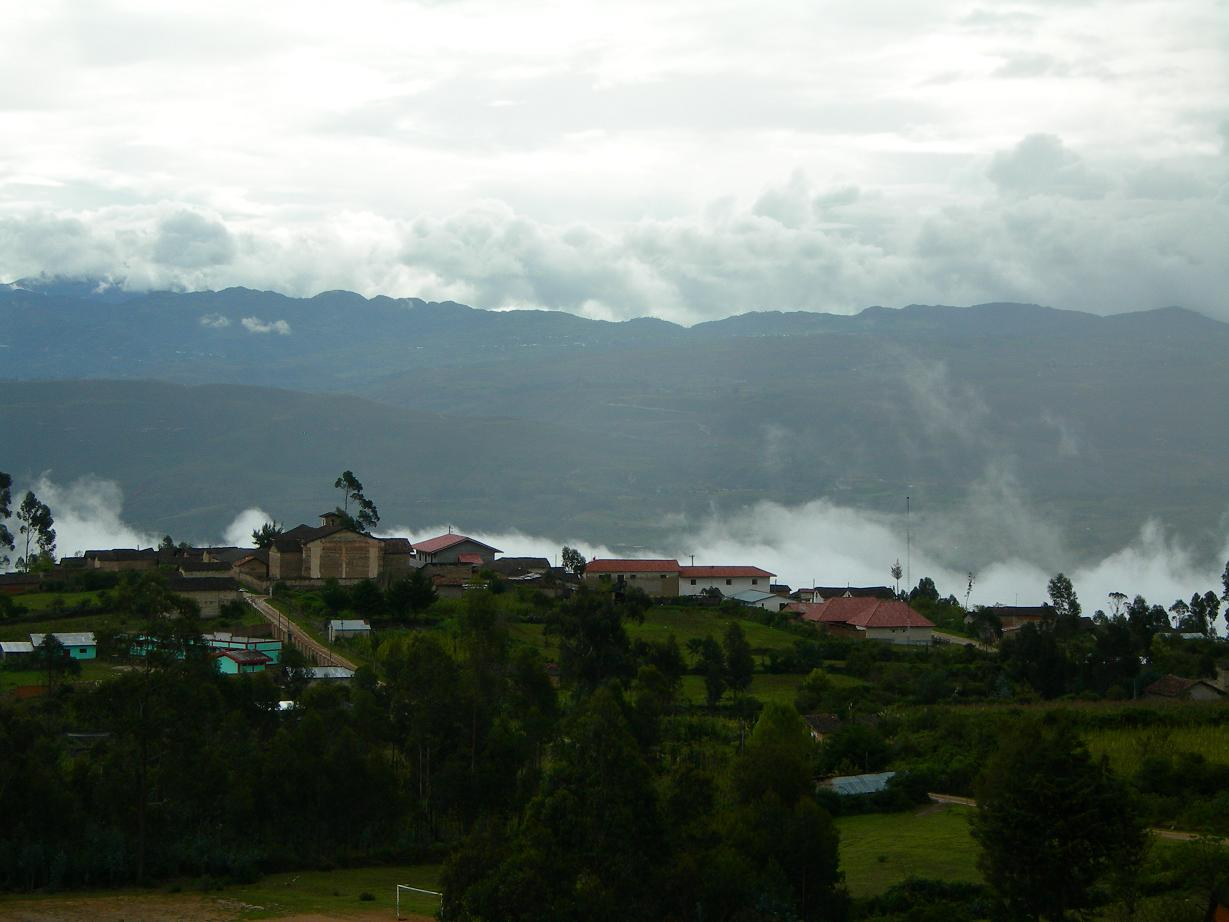
Huancas.

Plaza de Armas, na cidade de Chachapoias, localizado no centro da cidade, onde está a fonte de bronze de origem colonial. Entre os edifícios nos arredores, fica a sede da arquidiocese, que foi o berço do precursor da independência, Don Alejandro Toribio Rodriguez de Mendoza Collantes.
Huancas é uma aldeia tradicional que, apesar da curta distância da cidade de Chachapoias ainda manteve seus costumes e tradições. Ele está localizado ao norte, onde os habitantes vivem principalmente da cerâmica a cuja actividade envolveu apenas as mulheres, enquanto os homens o cultivo da terra. Utensílios, como panelas, jarros, entre outros, são feitos à mão, que, na opinião é muito atraente, especialmente sua queima especial é feito em um ambiente natural, utilizando a madeira tradicional. De uma só vez 20 minutos, há um miradouro natural para o nordeste é observado no Rio e Sonche norte uma caminhada de uma hora para a colina pode ser visto Huanca Urco vestígios arqueológicos, abundante variedade de orquídeas e um vista panorâmica inesquecível dos vales e ravinas formadas pelos rios Utcubamba Sonche e Vitu. Huancas Pattern no Senhor dos Milagres, único como o Cristo Roxo nesta cidade é uma imagem e não uma tela como a cidade de Lima.
La Casona Monsante, declarado como monumento histórico, que mantém a arquitectura tradicional "chachapoiana". Anteriormente usado como apertado de Snuff, opera atualmente um albergue em que juntamente com a expressão cultural é o natural da área, tendo um grande pátio colonial. Com begônias bonito e um grande jardim de orquídeas, com mais de 1 500 plantas exóticas da região. Diz a tradição que nos tempos do Império Inca, pessoas que tinham as condições para ser o mau comportamento elementos foram removidos como um castigo muito longe da cidade imperial, Cusco, ligado à terra Huancas atual, daí a origem seu nome, era habitada por pessoas de Huancayo.